# 花岩站
花岩站（韓語：화암역）是朝鮮民主主義人民共和國慈江道前川郡花岩劳动者区的一個鐵路車站，属于满浦线。

## 历史
- 1936年12月1日，开通使用。

## 邻近车站
满浦线
前川站 - 花岩站 - 双芳洞站